# Мексика и Европейский союз
Мексика и Европейский союз — двусторонние дипломатические отношения между Мексикой и Европейским союзом (ЕС).
15 июля 1975 года Мексика и Европейское экономическое сообщество (ЕЭС) подписали соглашение, направленное на укрепление экономических и торговых отношений. Мексика и Европейский союз (ЕС) имеют соглашение о свободной торговле с 2000 года.

## Соглашения
В 1997 году Мексика стала первой страной в Латинской Америке, подписавшей соглашение о партнёрстве с ЕС. Соглашение об экономическом партнерстве, политической координации и сотрудничестве между ЕС и Мексикой вступило в силу в 2000 году и установило зону свободной торговли между двумя сторонами, а также устанавило регулярные контакты на высоком уровне между ЕС и Мексикой и выступает в качестве катализатора для увеличения потоков инвестиций.
Мексика и ЕС достигли нового соглашения о торговле в апреле 2018 года, которое должно было заменить первое соглашение после ратификации всеми членами ЕС и Сенатом Мексики. Новое соглашение охватывало все товары, включая сельскохозяйственный сектор и должно было стать первым торговым соглашением ЕС, включающее главу о борьбе с коррупцией как для частного, так и для государственного секторов.
28 апреля 2020 года ЕС и Мексика завершили последний пункт переговоров по своему новому торговому соглашению и договорились о точном объёме взаимного открытия рынков и высоком уровне прозрачности в процессах государственных закупок. ЕС и Мексика могут перейти к подписанию и ратификации этого соглашения в соответствии с их соответствующими правилами и процедурами.

## Торговля
ЕС является вторым по величине экспортным рынком Мексики после Соединённых Штатов Америки, а Мексика является 12-м партнёром ЕС по экспорту. Экспорт Мексики в ЕС: минеральные продукты, машинное оборудование, электрическое и транспортное оборудование, оптические фототочные приборы. Экспорт ЕС в Мексику: машинное оборудование, электрооборудование, транспортное оборудование, химикаты и минералы. Мексика оказывает туристические/транспортные и строительные услуги для ЕС. ЕС оказывает туристические/транспортные и компьютерные услуги для Мексики.
Имеется широкое и всеобъемлющее соглашение о свободной торговле, вступившее в силу в октябре 2000 года, которое охватывает товары, услуги, государственные закупки, конкуренцию, интеллектуальную собственность и инвестиции. Двусторонние инвестиционные потоки значительны. Совместный комитет и специальные комитеты встречаются раз в год, а совместный совет встречается два раза в год.
| Объём товарооборота в 2008 году | Объём товарооборота в 2008 году | Объём товарооборота в 2008 году | Объём товарооборота в 2008 году | Объём товарооборота в 2008 году |
| Направление торговли            | Товары                          | Услуги                          | Инвестиционный поток            | Инвестиционные акции            |
| ------------------------------- | ------------------------------- | ------------------------------- | ------------------------------- | ------------------------------- |
| из ЕС в Мексику                 | €15,9 миллиард                  | €4,8 миллиард                   | €5,6 миллиард                   | €49 миллиард                    |
| из Мексики в ЕС                 | €9,9 миллиард                   | неизвестно                      | €0,9 миллиард                   | €11,4 миллиард                  |